# Episodi di The Big Story (ottava stagione)
L'ottava stagione della serie televisiva The Big Story è stata trasmessa in anteprima negli Stati Uniti d'America dalla NBC tra il 12 ottobre 1956 e il 28 giugno 1957.
| nº | Titolo originale                                 | Titolo italiano | Prima TV USA     | Prima TV Italia |
| -- | ------------------------------------------------ | --------------- | ---------------- | --------------- |
| 1  | Nightmare                                        |                 | 12 ottobre 1956  |                 |
| 2  | Don Hogan of the Boston Post                     |                 | 26 ottobre 1956  |                 |
| 3  | George Murphy of the San Francisco News          |                 | 16 novembre 1956 |                 |
| 4  | Thurman Johns, Reporter: Phoenix Arizona Gazette |                 | 23 novembre 1956 |                 |
| 5  | Ex-Convict                                       |                 | 7 dicembre 1956  |                 |
| 6  | Mass Murder: Flight 169                          |                 | 14 dicembre 1956 |                 |
| 7  | Reunion                                          |                 | 21 dicembre 1956 |                 |
| 8  | The James Dean Big Story                         |                 | 4 gennaio 1957   |                 |
| 9  | House Divided                                    |                 | 11 gennaio 1957  |                 |
| 10 | Ray Fulton of the Sharon Herald of Pennsylvania  |                 | 18 gennaio 1957  |                 |
| 11 | Checkmate                                        |                 | 1º febbraio 1957 |                 |
| 12 | Bob Thomas of the Philadelphia Inquirer          |                 | 8 febbraio 1957  |                 |
| 13 | Exposure                                         |                 | 15 febbraio 1957 |                 |
| 14 | Reprisal                                         |                 | 1º marzo 1957    |                 |
| 15 | Jim O'Neil of Newsday of Long Island, New York   |                 | 8 marzo 1957     |                 |
| 16 | Lineup                                           |                 | 15 marzo 1957    |                 |
| 17 | Young Lovers                                     |                 | 29 marzo 1957    |                 |
| 18 | The Long Dark Night                              |                 | 5 aprile 1957    |                 |
| 19 | The Mad Bomber                                   |                 | 12 aprile 1957   |                 |
| 20 | Scramble                                         |                 | 26 aprile 1957   |                 |
| 21 | Widow's Luck                                     |                 | 3 maggio 1957    |                 |
| 22 | The Hoax                                         |                 | 10 maggio 1957   |                 |
| 23 | Desperate Hunger                                 |                 | 24 maggio 1957   |                 |
| 24 | Hiroshima Plus 12                                |                 | 31 maggio 1957   |                 |
| 25 | Car 83                                           |                 | 7 giugno 1957    |                 |
| 26 | Banner of Innocence                              |                 | 21 giugno 1957   |                 |
| 27 | The Frame-Up                                     |                 | 28 giugno 1957   |                 |